# Поморська залізниця
Поморська залізниця (пол. Pomorska Kolej Metropolitalna) — залізниця в районі Тримісто, що сполучає Гданський аеропорт імені Леха Валенси з Гданськ-Вжещ. 
Лінія була офіційно відкрита прем'єр-міністром Польщі Євою Копач 30 серпня 2015 року 
 , 
а регулярні поїзди почали курсувати 1 вересня 2015 року. 
Лінія належить Поморському воєводству та управляється компанією «Pomorska Kolej Metropolitalna», що повністю належить їй. 
Послуги на лінії надають SKM та Polregio.
Залізнична колія була побудована на смузі відведення довоєнної залізниці від Старої Піли до Вжеща. 
На своєму північному кінці лінія з’єднується з існуючою, не електрифікованою лінією до Гдині через Гданськ-Осова та Гдиня-Велький-Кацк. Перевага відновлення цього сполучення полягає в тому, що не потрібно було зносити жодні будівлі, оскільки смуга відводу старої лінії не порушена і ніде не була порушена. 

Лінія PKM має довжину 19,5 км і з’єднується на обох кінцях з лінією SKM, яка є головним транспортним коридором у районі Гданськ-Сопот-Гдиня. 
У той час як лінія SKM проходить близько до берега Балтійського моря , PKM лежить далі вглиб країни. 

Поморське воєводство описує PKM як «найбільший проект у 12-річній історії Поморського воєводства» 
, 
посилання на те що ніколи раніше в історії Поморського уряду не було проекту вартістю понад 700 мільйонів злотих (понад 200 мільйонів доларів США).
PKM має 11 станцій і зупинок уздовж маршруту, дванадцята будується і має бути відкрита у 2023 році. 

Компанія також володіє і управляє ще двома зупинками, Гдиня-Карвіни і Гдиня-Стадіон, розташованими на дільниці лінії 201, що сполучає Гданськ-Осова та Гдиня-Головна. 

Лінія ще не електрифікована. 
Працює за допомогою DMU, які були замовлені у Pesa SA з Бидгоща вартістю 114 мільйонів злотих (34 мільйони доларів). 

PKM використовує систему сигналізації рівня 2 Європейської системи управління поїздами.

## Історія
Контракт на будівництво PKM був підписаний 7 травня 2013 року. 

Будівництво планувалося завершити до 30 червня 2015 року.
У грудні 2020 року компанія уклала контракт на проектування та будівництво 1,5 км залізничного сполучення між Гданськ-Кельпінек і Гданськ-Кокошкі. 
Роботи з електрифікації лінії розпочато в червні 2021 року та планується завершити у 2023 році; 
Нова зупинка Гданськ-Фірога також буде побудована в рамках того самого контракту. 

## Рухомий склад
| Тип        | клас   | No. | Фото | Кількість | Примітки           |
| ---------- | ------ | --- | ---- | --------- | ------------------ |
| Pesa 218Mc | SA133  | 2   |      | 3         | Експлуатується SKM |
| Pesa 219M  | SA 136 | 3   |      | 7         | Експлуатується SKM |